# Cabinet Caprivi
Le cabinet Caprivi, du nom du ministre-président de Prusse Leo von Caprivi, est en fonction du 20 mars 1890 au 22 mars 1892.

## Composition du cabinet
- Leo von Caprivi - Ministre-président et Ministre des Affaires étrangères
- Karl Heinrich von Boetticher - Vice-président
- Ernst Ludwig Herrfurth - Ministre de l'Intérieur
- Hermann von Schelling - Ministre de la Justice
- Adolf von Scholz (de) - Ministre des Finances jusqu'au 24 juin 1890
- Johannes von Miquel - Ministre des Finances
- Julius von Verdy du Vernois - Ministre de la Guerre jusqu'au 4 octobre 1890
- Hans Karl Georg von Kaltenborn-Stachau - Ministre de la Guerre
- Gustav von Goßler - Ministre de l'Éducation jusqu'au 12 mars 1891
- Robert von Zedlitz-Trützschler - Ministre de l'Éducation
- Hans Hermann von Berlepsch - Ministre du Commerce
- Robert Lucius von Ballhausen (de) - Ministre de l'Agriculture jusqu'au 17 novembre 1890
- Wilhelm von Heyden-Cadow - Ministre de l'Agriculture
- Albert von Maybach - Ministre des Travaux publics jusqu'au 20 juin 1891
- Karl von Thielen - Ministre de la Maison royale
- Wilhelm von Wedel-Piesdorf - Ministre de la Maison royale

## Annexe